# Hospital da Amizade Turco-Palestino
O Hospital da Amizade Turco-Palestina (em árabe: مستشفى الصداقة التركي الفلسطيني, em turco: Türk-Filistin Dostluk Hastanesi) foi um hospital localizado na Faixa de Gaza, Palestina, construído e equipado pela Agência de Cooperação e Coordenação Turca [en] (TİKA).
Em 2010, o Conselho de Curadores da Universidade Islâmica de Gaza aprovou sua criação como um hospital de treinamento e pesquisa na Faixa de Gaza. A construção do Hospital da Amizade Turco-Palestina começou em 2011 e foi concluída em 2017, com um custo total de 70 milhões de dólares.
Durante o bloqueio à Faixa de Gaza imposto por Israel em outubro de 2023, o hospital ficou sem combustível, levando ao seu fechamento em 1º de novembro, conforme relatado por autoridades de saúde de Gaza. Antes do fechamento, era o único hospital em Gaza equipado para atender pacientes com câncer. O diretor do hospital informou que o prédio foi atingido por um ataque aéreo israelense. Posteriormente, o Exército Israelense utilizou o local como base militar.
Em 21 de março de 2025, o hospital foi demolido pelo Exército Israelense.

## Instalações
O hospital foi construído no campus da Faculdade de Medicina da Universidade Islâmica de Gaza (IUG), ao sul da Cidade de Gaza. Possuía uma área interna total de 33.400 m², composta por oito blocos interconectados, com quatro salas de cirurgia, unidades de terapia intensiva, laboratórios e 200 leitos. Em plena capacidade, o hospital podia atender até 30.000 pacientes por ano e oferecer treinamento em saúde para 500 estudantes de medicina, 800 de enfermagem e 400 de serviços de saúde aliados anualmente.

## Operações
Durante a pandemia de COVID-19, o Hospital da Amizade Turco-Palestina passou a funcionar como uma unidade de isolamento e tratamento. Um termo de transferência provisório foi assinado pela TİKA e a Reitoria da Universidade Islâmica de Gaza, com as autoridades de Gaza assumindo a gestão em 26 de março de 2020.
Em novembro de 2021, com a diminuição da pandemia de COVID-19, o Ministério da Saúde de Gaza começou a transferir os serviços de oncologia e relacionados de outros hospitais governamentais na Faixa de Gaza para o Hospital da Amizade Turco-Palestina, visando unificar os serviços de diagnóstico e tratamento em um centro especializado e integrado. O hospital operava sob administração conjunta da IUG e do Ministério da Saúde.

## Guerra Israel-Hamas
Durante a Guerra Israel-Hamas, e em meio ao bloqueio de Israel à Faixa de Gaza em outubro de 2023, o hospital, único especializado em oncologia em Gaza, foi forçado a fechar após esgotar seu combustível. Em 30 de outubro, o diretor do hospital, Dr. Subhi Skaik, informou que o terceiro andar foi atingido por um ataque aéreo israelense. O Ministério das Relações Exteriores da Turquia condenou o ataque "nos termos mais veementes", afirmando que ele violava o direito internacional.
O Exército Israelense também utilizou o hospital como base militar em 2024, o que gerou críticas do governo turco. O Exército demoliu o prédio em março de 2025, alegando, sem apresentar evidências, que ele não estava sendo usado como hospital, mas sim por operativos do Hamas. Em resposta, o Ministério das Relações Exteriores da Turquia condenou a destruição, classificando-a como parte da política de Israel para tornar Gaza inabitável e deslocar forçadamente o povo palestino. Em 24 de março, o Haaretz relatou que o IDF iniciou uma investigação sobre a demolição aparentemente não autorizada do hospital.

## Galeria

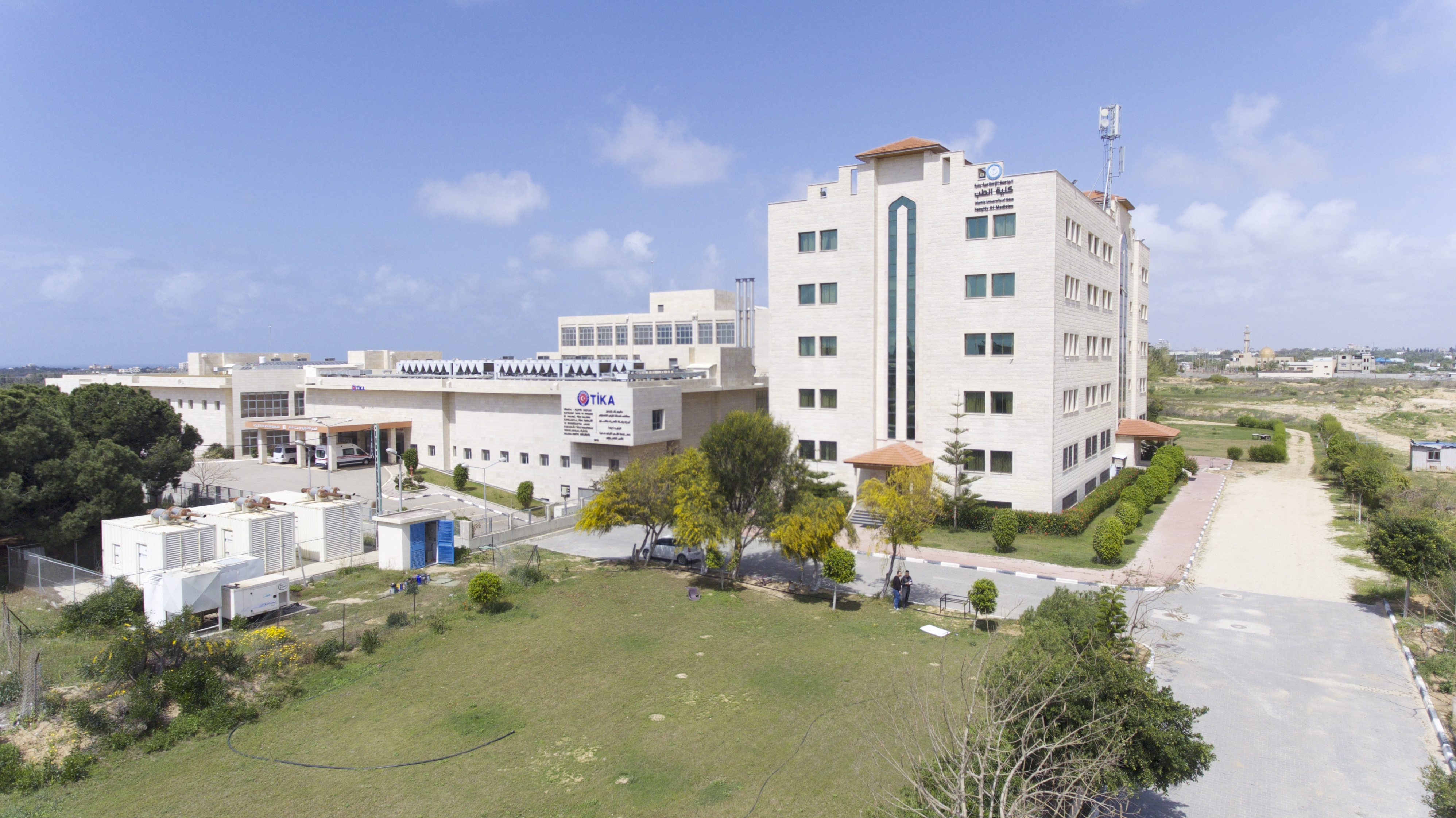
Vista da entrada sul do Hospital da Amizade Turco-Palestino e da Faculdade de Medicina da IUG. O logotipo da TİKA pode ser visto na entrada principal.
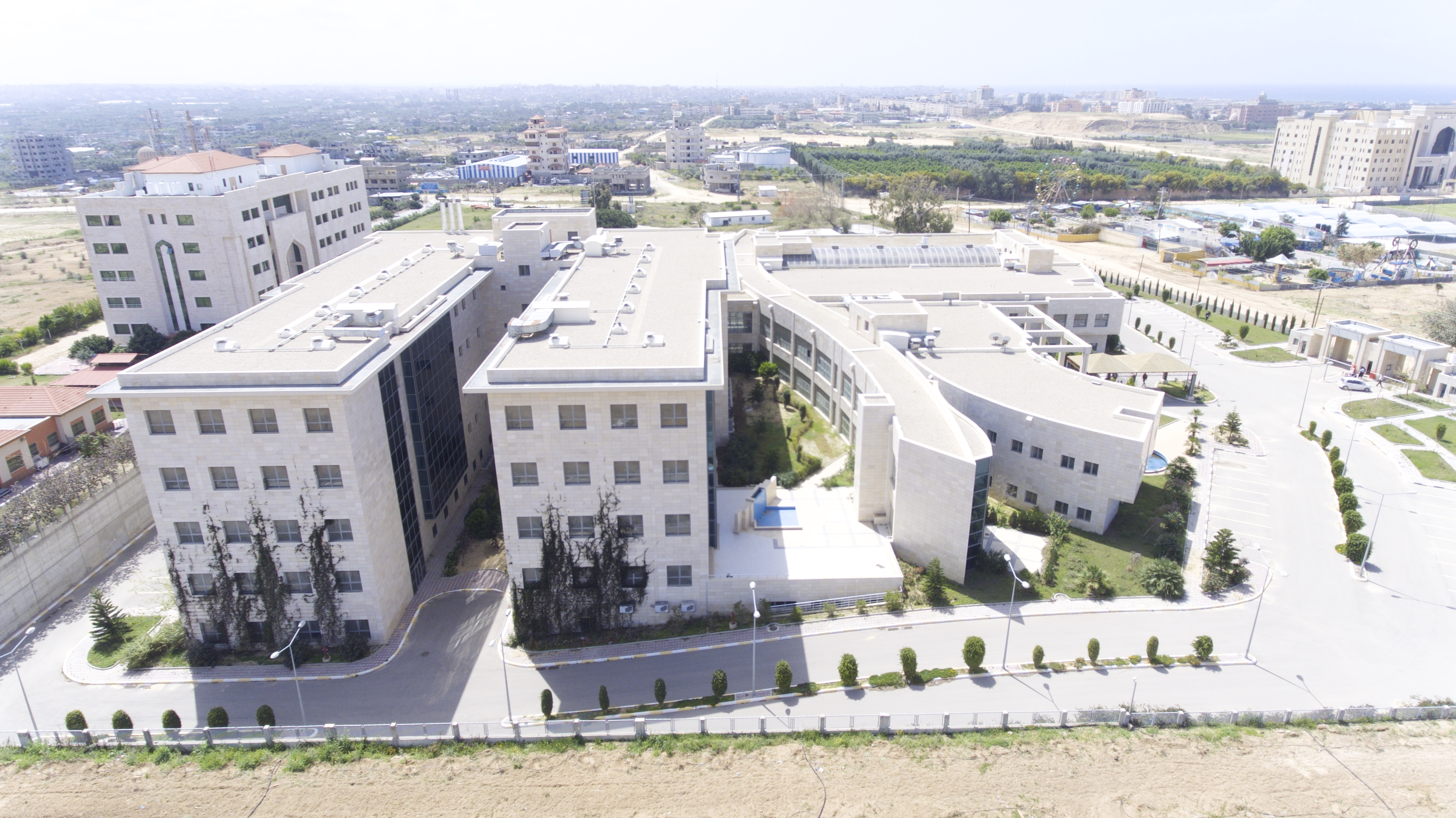
Vista do hospital a partir do norte.
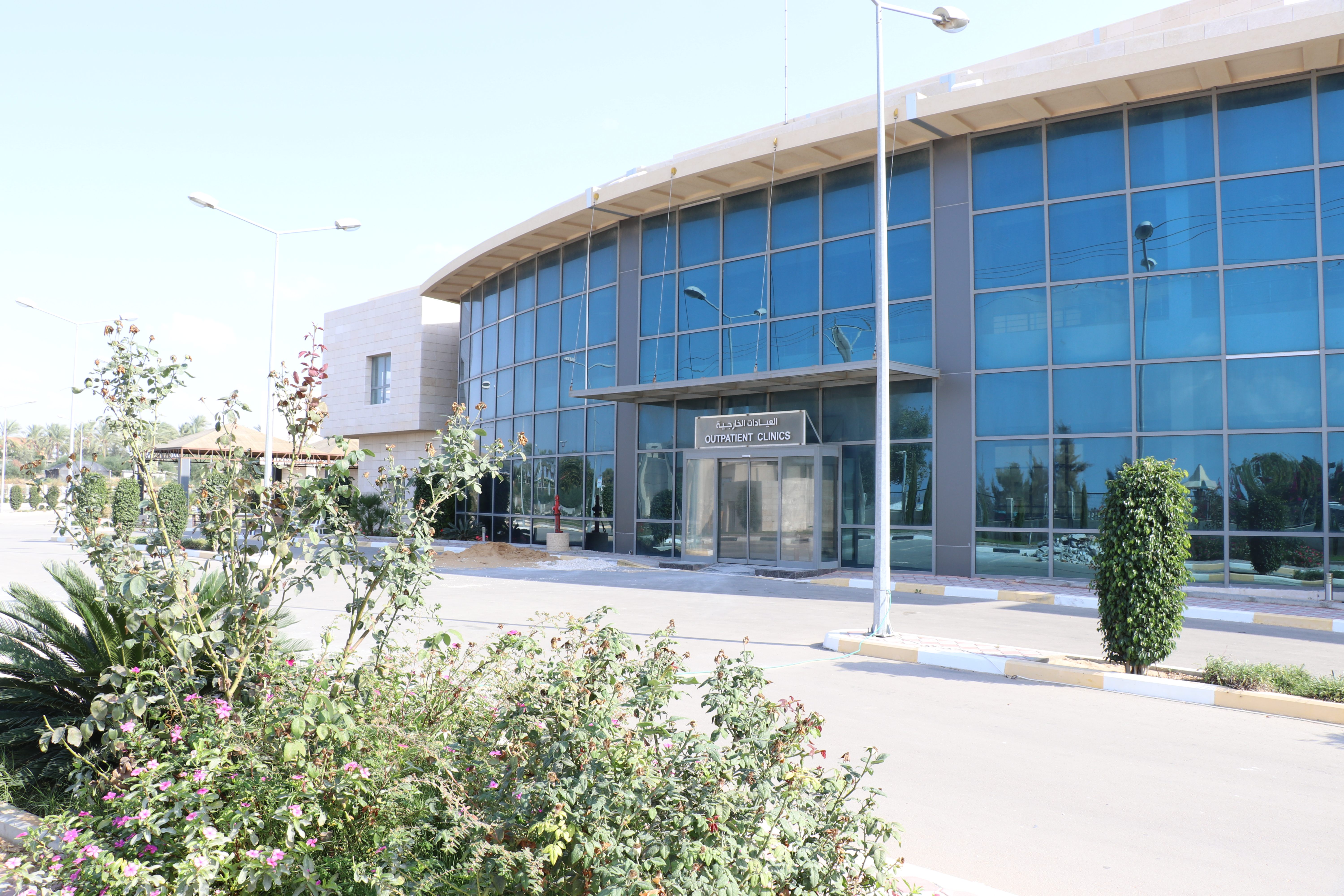
Vista do hospital a partir da entrada norte das clínicas ambulatoriais.